# リゾット

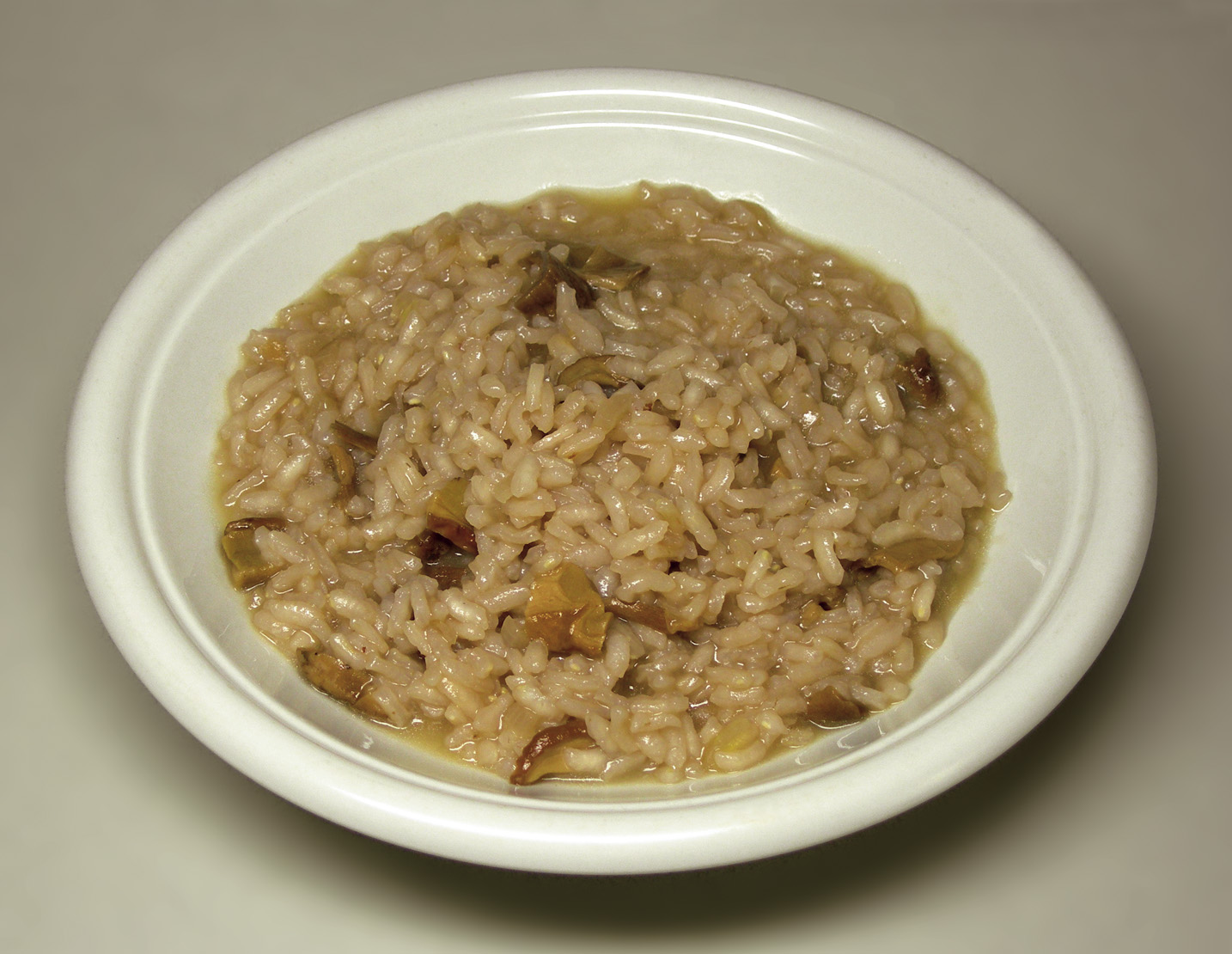
きのこのリゾット

リゾット（Risotto）は、もともとイタリアで食べられてきた麦類の料理に東洋（中東）から伝播した米が融合した料理である。イタリアでは下記の料理法で調理した米料理のみを指し、フランスではピラフの別名として用いられてきた。

## 歴史
イタリアは中世からポー川を利用して水稲栽培に成功した地域であり、スペインと並んで米を生産するヨーロッパで数少ない国の一つである。長い間、米料理はイタリア北部に限定され、そのほとんどは、米をバターで炒め、スープとサフランを加えて炊くという調理法で作られていた。これがリゾットの原型である。第二次世界大戦後はイタリア全土に普及し、今日のイタリアではどこのレストランのメニューにも登場する。

## 基本
- 米はカルナローリ、アルボリオ、ヴィアローネ・ナノ（英語版）などの中粒種米のうち、大きめのものが適する。またジャバニカ米も向いている。
- 米は研がない[3]。
- 米は新米のように水分が多いものより古米の方が良い。基本的に芯が残るアルデンテになるように調理する。

## 主な種類
- ミラノ風リゾット（it:Risotto alla milanese）：鶏または牛のブイヨン、サフラン、骨髄、バター、パルミジャーノ・レッジャーノで作ったリゾット。

## 逸話
リゾットは米を用いるが、イタリアでリゾットは主食ではなく野菜料理に分類される。そして主食はパンなので、リゾットを食べながらパンを食する。